# Allison Higson
Allison Higson (n. 13 martie 1973, Mississauga⁠(d), Ontario, Canada) este o înotătoare canadiană, medaliată olimpică. A participat la 2 ediții ale Jocurilor Olimpice (1988, 1992) în care a câștigat două medalii de bronz.